# Klyxum viscidum
Klyxum viscidum är en korallart som först beskrevs av Huzio Utinomi 1954.  Klyxum viscidum ingår i släktet Klyxum och familjen Alcyonidae. Inga underarter finns listade i Catalogue of Life.